# Rhinolophus formosae
Rhinolophus formosae är en fladdermusart som ingår i släktet Rhinolophus och familjen hästskonäsor. Catalogue of Life anger inga underarter. 

## Beskrivning
Som alla hästskonäsor har arten flera hudflikar kring näsan. Flikarna brukas för att rikta de överljudstoner som används för ekolokalisation. Till skillnad från andra fladdermöss som använder sig av överljudsnavigering produceras nämligen tonerna hos hästskonäsorna genom näsan, och inte som annars via munnen. Hudflikarna, nosen och vingarna är svartaktiga. Pälsen är mjuk och sidenglänsande. Kroppslängden är omkring 9 cm, ej inräknat den 3 till 4 cm långa svansen, och underarmslängden är 5,5 till 6 cm.

## Utbredning
Arten förekommer endast på Taiwan, där den undviker de högsta bergen.

## Ekologi
Rhinolophus formosae har påträffats i urskog. Den söker daglega i grottor, tunnlar och byggnader. Arten är sällsynt, och inte mycket är känt om den.

## Bevarandestatus
IUCN listar arten som nära hotad ("NT"), och populationen minskar. Främsta hotet är skogsavverkning till följd av storskalig uppodling och ökande byggnation.